# Velisco
Die Velisco Geflügel GmbH & Co. KG war ein deutscher Hersteller von Geflügelfleischprodukten. Das Unternehmen meldete 2014 Insolvenz an und stellte die Produktion ein. Da sich kein Investor fand, wurde das Unternehmen aufgelöst.

## Geschichte

### Nölke
Der Standort in Rot am See wurde 1967 als Schloss Stetten GmbH & Co. gegründet. 1971 übernahm die Nölke-Gruppe aus Versmold das Unternehmen. Der 1991 übernommene Standort in Mutzschen wurde bereits 1961 gegründet. Nach der deutschen Wiedervereinigung erwarb die Nölke-Gruppe auch dieses, seinerzeit unter Mutzschen Truthahn GmbH firmierende Unternehmen. Im gleichen Jahr wurden die beiden Unternehmen zusammengeschlossen, zunächst als Betriebsstätten des Nölke-Unternehmensbereiches Gut Stetten.
2003 erwarb Nölke unter Einbringung des Unternehmensbereiches Gut Stetten mit seinen Betriebsstätten die Anteilsmehrheit an der neu gegründeten Velisco Geflügel GmbH & Co. KG (Unternehmenssitz war zunächst Ahlhorn). Nach der Zusammenführung schlachtete und vermarktete Velisco 12 Mio. Truthähne pro Jahr, entsprechend etwa 45 % Marktanteil in Deutschland.

### Wendeln
Im April 2007 gab die Nölke-Gruppe den Verkauf ihrer Anteile an den Agrarunternehmer Ulrich Wendeln in Garrel bekannt. Der bis dahin dritte Velisco-Produktionsstandort in Ahlhorn (Schlachterei und Zerlegerei, zugleich bisheriger Unternehmenssitz; früherer Name: Truthahnschlacht- und Zerlegebetriebe Lethetal Putenspezialitäten GmbH) wurde im Zuge der Umstrukturierung an die ebenfalls in Garrel ansässige Heidemark-Gruppe veräußert, der Velisco-Unternehmenssitz nach Rot am See verlegt.

### Heidemark
Am 24. Februar 2010 wurde bekanntgegeben, dass die Kalvelage-Gruppe (Heidemark) die Mehrheitsanteile an Velisco von Ulrich Wendeln übernommen hat.
Im Januar 2014 meldete der Velisco-Schlachtbetrieb Insolvenz an. Am 4. Februar 2014 wurde auf Antrag der Kalvelage/Heidemark-Gruppe vom Amtsgericht Crailsheim auch über das Vermögen der Gut Stetten GmbH & Co. KG und der Velisco Vertriebs GmbH & Co. KG die vorläufige Insolvenzverwaltung verhängt. Nicht betroffen waren das Schwesterunternehmen Velisco Immobiliengesellschaft mbH & Co. KG und die gemeinsame Muttergesellschaft WU Beteiligungsgesellschaft mbH (Mehrheitsgesellschafte: Kalvelage/Heidemark-Gruppe). Das Insolvenzverfahren wurde Anfang April 2014 eröffnet. Ende April 2014 wurde das Insolvenzverfahren über den Verwaltungsdienstleister der Schlachterei eröffnet. Da die Suche nach einem Investor erfolglos blieb, wurden zum 28. April fast alle Mitarbeiter entlassen und der Schlachtbetrieb in Brettenfeld eingestellt. Eine vom Insolvenzverwalter vorgeschlagene Transfergesellschaft war vom Betriebsrat abgelehnt worden.

## Produkte und Marken
Velisco produzierte in Eigenregie vorrangig Puten-(Truthahn-)fleisch, zu kleinen Anteilen wurde auch Hähnchenfleisch zugekauft. Neben Frischprodukten wurde auch zu Convenience Food „veredelt“, unter anderem tiefgekühlt, gegart oder mariniert.
Velisco vertrieb unter den eigenen Marken Gutstetten und Landbrink Produkte an den Einzelhandel und an Großverbraucher sowie an die weiterverarbeitende Industrie. Daneben produzierte Velisco auch für Handelsmarken.

## Vertriebskanäle
- Lebensmittel-Einzelhandelsketten (u. a. Edeka Südwest, Migros, Globus-Ost und Cactus)[10]
- Großverbraucher per Fachgroßhandel (Eigenmarke Velisco)
- Weiterverarbeitende Lebensmittelindustrie
- Werksverkauf in Rot am See

## Struktur
Die Produktionsstandorte waren:
- Gut Stetten GmbH & Co. KG, Rot am See, Baden-Württemberg (zugleich Hauptsitz des Unternehmens); Veterinärkontrollnummer: DE-BW 01001 EG
- Mutzschen Truthahn GmbH & Co. KG, Mutzschen, Sachsen; Veterinärkontrollnummer: DE-SN 30032 EG

## Kennzahlen
- Umsatz: 2005: 185 Millionen Euro; 2006: 220 Millionen Euro
- Mitarbeiter: 2005: 550, davon 350 in Rot am See, 200 in Mutzschen; 2006: insgesamt 850
- Schlachtmenge: 2005: 93.000 Tonnen; 2006: 100.000 Tonnen
- Absatz: 2005: 60.000 Tonnen; 2006: ?

Pro Jahr werden 50 Millionen selbstbedienungsgerecht verpackte Einheiten hergestellt.

## Kritik
Seit den 1980er Jahren wurden wiederholt Vorwürfe wegen Verstößen gegen das Tierschutzgesetz beim Transport von und zur Schloss Stetten GmbH & Co. erhoben. Laut einer Stellungnahme des baden-württembergischen Ministeriums für Ernährung und Ländlicher Raum im Landtag (vom Juni 2004) ergingen wegen solcher Verstöße allein in den Jahren 1999 bis 2003 insgesamt 79, davon „71 rechtskräftige Bußgeldbescheide“.
Im Dezember 2007 wurden Vorwürfe einiger von Heidemark in Ahlhorn kurz nach dem Besitzwechsel gekündigter Mitarbeiter bekannt, dass im April und Mai 2007 am Standort Ahlhorn größere Mengen (mehrere Tonnen) von bereits verdorben, aus Polen angeliefertem Putenfleisch, umverpackt, teilweise mit gutem Fleisch vermischt, und dann neu etikettiert worden sein sollen. In diesem Zusammenhang wurde am 5. Dezember 2007 auf Veranlassung der Staatsanwaltschaft auch der Velisco-Standort Rot am See durchsucht und Akten beschlagnahmt. Die Ermittlungen wurden nach wenigen Wochen aus Mangel an Beweisen eingestellt. Das beschlagnahmte Fleisch hatte sich nach einer Untersuchung des Niedersächsischen Landesamtes für Verbraucherschutz und Lebensmittelsicherheit als einwandfrei beziehungsweise nicht gesundheitsgefährdend herausgestellt. Die juristische Aufarbeitung zog sich dagegen über acht Jahre hin, blieb letztendlich aber ohne Folgen für die Beteiligten. Ein Geschäftsführer der  Gewerkschaft NGG, der Informationen an Journalisten weitergegeben hatte, wurde 2011 in dritter Instanz vom Oberlandesgericht Oldenburg von Vorwurf der üblen Nachrede freigesprochen. Eine Klage auf Schadenersatz in Höhe von rund sieben Millionen Euro seitens Heidemark gegenüber dem NDR wurde im Juli 2011 vom Landgericht Hamburg abgewiesen, eine Berufung gegen dieses Urteil im Juli 2014 vom Hanseatischen Oberlandesgericht und eine Nichtzulassungsbeschwerde im August 2015 vom Bundesgerichtshof zurückgewiesen.